# H20 – Halloween húsz évvel később
A H20 – Halloween húsz évvel később (eredeti cím: Halloween H20: 20 Years Later) 1998-ban bemutatott amerikai horrorfilm. 

## Cselekmény
|  | Alább a cselekmény részletei következnek! |

20 évvel később, egy illinoisi kisvárosban kezdődik el a film. Egy asszony hazaérvén otthonába, észre veszi hogy betörtek hozzá. Átmegy a szomszédba, hogy segítséget kérjen. Jimmy, a szomszéd fiú átkutatja a házat, míg barátja a nővel kint az utcán várja őt. Az irodát teljesen felforgatva találja, ezután pedig néhány üveg sört elcsen. A nő, a fiuk távozása után visszamegy a házába, és az irodában meglátja hogy Laurie Strode aktájából ellopták a papírokat. Megijedve átfut a szomszéd fiúhoz, és holtan találja őt, és barátját. Megjelenik az álarcos Myers és őt is megöli. Másnap reggel, a rendőrök a helyszínt vizsgálják, és megtudjuk hogy a nő Marion Chambers volt, a pár éve elhunyt dr. Loomis ápolója. 
Eközben egy Kaliforniai kisvárosban, Laurie álnéven egy magániskolát igazgat, és egyedül neveli tinédzser fiát, John-t. A gyilkosságokat még mindig nem heverte ki, és az alkoholba menekült, valamint titkos viszonya van egy tanárral. Halloween napján, az iskola diákjai kirándulni mennek, amelyre John is elszeretne menni, de anyja nem engedi. Mivel barátnője Molly, nem is tudna elmenni, a fiatalok úgy döntenek hogy nem mennek el, és két barátjuk is a maradás mellett dönt. John és Charlie, a biztonsági őr tudtával a szünetben kiszöknek a városba. Laurie és szeretője Will is a városban vannak ebédelni, a nő pedig összefut a fiatalokkal. Miután John leteremti anyját a "hülyeségei" miatt, visszatérnek az iskolába. Indulás előtt a nő meggondolja magát, és engedélyezi a kirándulást fiának, de titokban John mégis marad a barátaival. Este váratlanul felbukkan az álarcos gyilkos is.
A fiatalok éppen vacsoráznak, Charlie pedig felmegy a konyhába egy dugóhúzóért, ám amikor már hosszú ideje nem tér vissza, Sarah utána megy, de a lökött srác megijeszti. Mivel a fiú nem talál a konyhában dugóhúzót, felmegy az ételszállítóval a másik konyhába, azonban Myers végez vele. Sarah megtalálja a holttestet, ám nem sokáig rémüldözhet mert őt is megölik. John és Molly aggódva barátjaikért, elindulnak megkeresni őket, és felfedezik a hullákat. Menekülőre fogják, mert Myers megjelenik, és megsebesíti John-t. Laurie és Will eközben egymás társaságát élvezi, a nő pedig elmondja a múltbéli sérelmeket és hogy ki is ő valójában. Azonban rájön hogy a fia nem ment el kirándulni, megjelenik az biztonsági őr is, és elmondja hogy egy idegen autó áll a kapu előtt. A két tinédzser is felbukkan, a nő elbújtatja őket, Myers pedig megöli Will-t. Laurie kimenekíti a fiatalokat az iskolából, majd felveszi a harcot a maszkossal, és ő kerül ki győztesen belőle. 
John-ék hívtak segítséget, Myers-t el akarják szállítani a halottasházba, de Laurie megszökik a testtel. Útközben felébred, de a nő hirtelen fékez és kitörvén az üveget a maszkos kiesik. Laurie elgázolja, majd elrántja a kormányt, Myers legurul a lejtőn, ráesik egy fára a kocsi pedig ráborul. A meggyötört nő egy baltával lecsapja bátyja fejét.
|  | Itt a vége a cselekmény részletezésének! |

## Szereplők
| Szerep                  | Színész           | Magyar hang     |
| ----------------------- | ----------------- | --------------- |
| Laurie Strode/Keri Tate | Jamie Lee Curtis  | Kovács Nóra     |
| John Tate               | Josh Hartnett     | Fekete Zoltán   |
| Molly Cartwell          | Michelle Williams | Szénási Kata    |
| Ronny a biztonsági őr   | LL Cool J         | Hankó Attila    |
| Will Brennan            | Adam Arkin        | Galambos Péter  |
| Sarah Wainthrope        | Jodi Lyn O’Keefe  | Zsigmond Tamara |
| Charlie Deveraux        | Adam Hann-Byrd    | Hamvas Dániel   |
| Norma Watson            | Janet Leigh       | Gyimesi Pálma   |